# Charles Joseph Auriol
Charles Joseph Auriol (Ginevra, 13 novembre 1778 – Satigny, 25 maggio 1834) è stato un pittore svizzero.

## Biografia
Fu figlio di Pierre Élisé d'Auriol, colonnello al servizio dei Savoia, e di Anne Élisabeth Urrettini de Turtin. Nel 1811, sposò Anne Jeanne Marguerite Dunant ed ebbero due figli, Philippe Élisé e Louis Philippe Gustave.
Allievo in Svizzera de Pierre Louis De la Rive, poi a Parigi di François-André Vincent, di David e di Anne-Louis Girodet, Auriol rientrò a Ginevra nel 1810 passandovi il resto della vita.
Le sue composizioni, con effetti nebbiosi, denotano il romanticismo della sua pittura: non a caso, l'amico pittore Wolfgang Adam Toepffer lo soprannominò «il pittore delle nebbie».
A Ginevra, nel Musée d'Art et d'Histoire, è conservato il suo Paesaggio con Daphne e Cloe, del 1810.